# Xibalba
Xibalba (w wolnym przekładzie: „Miejsce strachu”) – zaświaty w mitologii Majów, rządzone przez duchy chorób i śmierci. Tradycyjnie wejście do Xibalby lokowano w jaskini leżącej nieopodal Cobán w Gwatemali. Według niektórych Kicze, będących potomkami Majów, rejon ten nadal kojarzony jest ze śmiercią. Kolejne miejsce, które bywa podawane jako wejście do zaświatów, to system jaskiń w Belize. Jeszcze innym fizycznym wejściem do Xibalby jest, według Kicze, ciemna szczelina widoczna w Drodze Mlecznej.

## Mieszkańcy

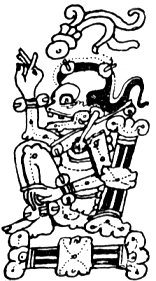
Ah Puch, jeden z władców Xibalby

Xibalba została opisana w Popol Vuh jako miejsce położone pod powierzchnią Ziemi. Nie jest jasne, czy jej mieszkańcami są dusze przodków, czy też odrębny rodzaj stworzeń czczących śmierć. Były to istoty nadludzkie, ale niemające statusu bogów. Tak jak ludzie, odczuwali oni ból i pragnienie, radość i smutek, żyli jak ludzie i pracowali jak oni. Również składali ofiary przez odcięcie głowy lub wyrwanie serca. Od ludzi różnili się jedynie zoomorficznym wyglądem, zwłaszcza ich twarze budziły grozę. Podżegali do zła, grzechu i niezgody. Elitę Xibalby tworzyło dwanaście istot nadludzkich połączonych w pary. Ich imiona wyrażały rolę, jaką odgrywali w Podziemiach.
Byli to:
- Hun-Came („1-Śmierć”) i Vucub Came („7-Śmierć”) – najważniejsi sędziowie krainy;
- Xiquiripat („Pętla”) i Cuchumaquic („Władca Krwi”) – sprawiali, że krew uchodziła z ludzi;
- Ahalpuh („Ten, Który Tworzy Ropień/Puchlinę Ropną”) i Ahalgana („Ta, Która Produkuje Żółć”) – zsyłali opuchliznę na ludzi i ropnie, barwili im na żółto twarze;
- Chamiabac („Pałka z Goleni”) i Chamiaholom („Pałka z Czaszką”) – pełnili funkcje strażników w Xibalbie, trzymając drewniane pałki; sprawiali, że ludzie chudli, aż zostawały z nich tylko szkielety i nagie czaszki, a następnie zabierali swoje ofiary wychudzone na śmierć;
- Ahalmez („Wytwórca Rzeczy Wstrętnych”) i Ahaltocob („Sprawca Cierpienia”, „Ten, Który Tworzy Ropień”, „Ten, Który Powoduje Nędzę”) – sprowadzali nieszczęście na ludzi powracających do domu lub znajdujących się w jego pobliżu. Ludzi tych znajdowano poranionych lub martwych, leżących na ziemi z twarzą zwróconą do góry;
- Xic („Sęp”) i Patan – byli odpowiedzialni za nagłą śmierć podróżujących. Rzucali się na wędrowców, ściskając im gardło i pierś, aby krew podeszła ofierze do ust, w wyniku czego ludzie umierali na drogach podczas wędrówki, wymiotując krwią.

Panów Xibalby obsługiwały cztery bóstwa – posłańcy pod postacią puchaczy zwanych ogólnie Ahpop Achich. Byli to Caquix-Tucur („Ara Sowa”), Chabi-Tucur („Strzała Sowa”), Holom-Tucur („Głowa Sowa”) i Huracan-Tucur („Jednonoga Sowa”). Prócz nich istniały jeszcze dwa puchacze pełniące role strażników ogrodów kwiatowych, siedzące w konarach drzew – Ixpurpuvec i Puhuyu. Według legendy, pewnego razu nie wywiązali się z powierzonego zadania – nie upilnowali kwiatów, za co ponieśli karę: rozdarto im usta, przez co sowy dziś mają przełamany nos.
Do postaci podziemnego świata należeli ponadto: zoomorficzna postać – Camazotz („Nietoperz–śmierć”), dwóch wróżbitów – Xulu („Wróż”) i Pacam („Dostojny”) oraz Ixguc („Kobieta Krew”). Mieszkańcy ci często odwiedzali Ziemię. Podziemia były też odwiedzane przez ludzi, lecz takie wyprawy najczęściej kończyły się dla nich niepomyślnie.

## Budowa
Xibalba była rozległą krainą lub ogromnym miastem z wieloma budynkami o różnym przeznaczeniu. Najważniejszymi z nich były: siedziba władców, pięć lub sześć domów służących do testów oraz boisko do tlachtli. Wspomniane zostały także domy władców Xibalby, ogrody i inne obiekty.
W krainie (lub na jej obrzeżach) znajdowały się rzeki, wąwozy, przepaście, drzewa oraz inne rośliny, zwierzęta, drogi, domy, świątynia, a nawet boisko do gry w pelotę. W ogrodach rosły kwiaty w kolorze żółtym, czerwonym, niebieskim i białym (miało to odniesienie do kolorów czterech stron świata). Xibalba miała spore rozmiary, a pewna liczba jej pojedynczych struktur i lokalizacji została opisana lub przynajmniej jest wzmiankowana w Popol Vuh.
Wejście do Xibalby znajdowało się w pobliżu boiska do gry w pelotę o nazwie Nim-Xob Carchah. Droga ta wiodła w dół po stromych stopniach aż do rzeki płynącej w wąwozach zwanych Nu Zivan Cul („Ciasny Wąwóz”) i Cuzivan („Wąski i Stromy Wąwóz”). Po przybyciu do tego miejsca przekraczało się rzekę (inna wersja mówi o przejściu między ptakami Molay), rzekę ropnej wydzieliny (zgnilizny) oraz rzekę krwi. Zmarły musiał przez nie przejść, nie upijając ani kropli, ani nie dotykając ich wód, jeżeli nie chciał ulec panom Xibalby. Na końcu znajdowało się skrzyżowanie dróg – czerwonej, czarnej, białej i żółtej (niekiedy zielonej). Czarną drogą wiodącą na zachód kierowano się do celu podróży. W Xibalbie przybysz meldował się w Sali Obrad, gdzie odbywały się zebrania bogów. Tutaj poddawany był podstępnym sprawdzianom, np. pozdrawiał drewniane kukły imitujące Hun-Came i Vucub-Came, przez co stawał się przedmiotem drwin, lub siadał na ławie, która w rzeczywistości była rozżarzonym kamieniem. Panowie Xibalby bawili się w ten sposób ludzkim cierpieniem, nim posyłali człowieka na któryś z testów.
W Xibalbie istniało wiele komnat, w których były torturowane zmarłe dusze, m.in.:
- Quequma-ha („Ciemny Dom”), w którym nie było nic prócz ciemności,
- Xuxulim-ha („Dom Gdzie Wszyscy się Trzęśli”), wypełniony gradem i w którym dął lodowaty wiatr,
- Balami-ha („Dom Jaguarów”), gdzie przebywały w zamknięciu miotające się jaguary,
- Zotzi-ha („Dom Nietoperzy”), pełen piszczących i trzepoczących skrzydłami nietoperzy,
- Chayim-ha („Dom Brzytew”), gdzie zderzały się ostre brzytwy.

Przeznaczeniem wszystkich tych testów było zarówno zabicie, jak i wcześniejsze poniżenie człowieka.
Wszystkie pokoje były kojarzone ze stronami świata. W innej części Popol Vuh wzmiankowany jest szósty dom, Dom Ognia, pełen ognia i gorąca.

## Upadek Xibalby
Xibalba była miejscem, w którym znajdowało się boisko, na którym mityczni Bliźniacy – bohaterowie Popol Vuh – ulegli podstępowi wzięcia udziału w śmiertelnej grze, w której pomścili swoich rodziców (także parę bliźniaków), przechytrzyli mieszkańców Xibalby i doprowadzili do jej upadku.
Według Popol Vuh, władcy Xibalby cieszyli się czcią oddawaną im na powierzchni Ziemi, który to kult przewidywał ofiary z ludzi dla bogów śmierci. W przedziale czasu opisanym w Popol Vuh władcy Xibalby byli jednakże oszukiwani przez udawane ofiary i cierpieli, otrzymując ich za mało. Antropolog Dennis Tedlock spekulował, że może być to jedynie pomówienie Majów przez Kicze.
Rola Xibalby i jej władców po wielkiej klęsce z rąk bohaterskich bliźniaków pozostaje niejasna, wydaje się jednak, że pełniła jeszcze przez długi czas dotychczasowe funkcje.

## Xibalba i mity
Świat podziemny Xibalby związany był z kilkoma mitami Majów. To w nim mecz o życie rozegrali dwaj bliźniacy, Hun-Hunahpu i Vucub-Hunaphu. Mecz ten przegrali już w pierwszej próbie, czego następstwem było złożenie ich w ofierze i pogrzebanie przy placu do gry w pelotę. Głowę Hun-Hunahpu zawieszono na znajdującym się nieopodal bezpłodnym drzewie, które natychmiast po raz pierwszy pokryło się owocami, a w rzeczywistości czaszkami; głowa jednego z bliźniaków stała się jedną z nich.

## Kalendarz i bóg śmierci Xibalba
W kalendarzu Majów w 260-dniowym rytualnym cyklu Tzolkin (dwadzieścia dni po trzynaście miesięcy) trzeci dzień zwany Akbal, był poświęcony światu ciemności i nawiązywał do czasów, gdy na świecie panowały demony śmierci i podziemia. Pieczę nad tym dniem sprawował stary bóg śmierci Xibalba. W kalendarzu słonecznym Haab jemu między innymi poświęcony był miesiąc szósty Xul.

## Współczesne nawiązania w kulturze
- Xibalba Sulcus, jedna z formacji geologicznych na powierzchni Ganimedesa, księżyca Jowisza, wzięła swą nazwę od Xibalby.
- Xibalbę pokazano w filmach: Źródło, Droga do El Dorado oraz Strangeland.
- lokacja występuje w grze komputerowej Tomb Raider: Underworld.
- lokacja występuje w grze komputerowej Persona 2: Tsumi.
- nazwę Xibalba przyjął meksykański zespół blackmetalowy.

## Literatura
- Maria Frankowska Mitologia Azteków wyd. Wydawnictwa Artystyczne i Filmowe Warszawa 1987 ISBN 83-221-0280-1.
- Zaświaty i krainy mityczne wyd. ZNAK, Kraków 1999, ISBN 83-7006-854-5.
- Dennis Tedlock, Popol Vuh: The Definitive Edition of the Mayan Book of the Dawn of Life and the Glories of Gods and Kings. Touchstone Books (1996). ISBN 0-684-81845-0.